# 林茲布魯克納管弦樂團
林茲布魯克納管弦樂團（Bruckner Orchester Linz，BOL）是奧地利上奧地利州的一個管弦樂團，同時也是林茲州立劇院的駐院樂團。它與州立劇院同屬於T. O. G.（Oberösterreichischen Theater und Orchester GmbH，上奧地利劇場與管弦樂團股份有限公司），此公司為上奧地利控股公司（OÖ Landesholding GmbH，由上奧地利州成立）在2005年所成立並且100％持股。 
林茲布魯克納管弦樂團的歷史與傳承可以追溯到兩百年以上。

## 歷史
納粹時期被改組為帝國大區管弦樂團（Reichsgauorchester）的林茲劇場管弦樂團（Theaterorchester Linz），在二次世界大戰後被重組為林茲劇場暨交響管弦樂團（Linzer Theater- und Symphonieorchester）。1967年，在當時的首席指揮 Kurt Wöss 主導下改稱為現名。林茲布魯克納管弦樂團一直以來皆是奧地利具有指標性的音樂團體。
樂團名稱來自上奧地利出身的作曲家布魯克納，他的交響曲如今屬於音樂會曲目的一大支柱。 林茲布魯克納管弦樂團在現任首席指揮 Dennis Russell Davies 的帶領下，已於2011年完成一套布魯克納交響曲全集錄音。
這個擁有大約130名樂手的管弦樂團負責林茲州立劇場的各種音樂節目，並作為交響管弦樂團演出了大多數在上奧地利州府林茲舉辦的音樂會。這當中包含了在林茲布魯克納之家的音樂會演出，這些演出是林茲布魯克納音樂節的基礎，此外還有在 Ars Electronica音樂節的演出。從2012年起，該樂團在維也納音樂協會廳有專屬的系列演出。
該樂團每個樂季在上奧地利聯邦州、在奧地利主要都市（例如在維也納音樂協會廳、維也納音樂會堂，在薩爾茲堡音樂節大廳，在格拉茲史提芬妮廳等）均有五到十場演出。過去十年來，布魯克納管弦樂團取得了極高的國際知名度。在它的首席指揮們帶領下，它們已經於2005、2009年兩度前往美國巡迴演出。樂團的足跡還遍及義大利、德國、西班牙、法國甚至是日本。在最近，布魯克納管弦樂團多次在科隆、巴黎、伊斯坦布爾、德列斯登以及杜塞道夫演出。

### 歷任首席指揮
- 1967 Kurt Wöss
- 1975 Theodor Guschlbauer
- 1983 Roman Zeilinger
- 1985 Manfred Mayrhofer
- 1992 Martin Sieghart
- 2002 Dennis Russell Davies

在2015年二月，Markus Poschner被證實將從2017/18樂季開始，成為林茲布魯克納管弦樂團的新任首席指揮。

### 客座指揮
曾經客席林茲布魯克納管弦樂團的指揮家包括谢尔盖·切利比达奇、克里斯托夫·冯·多赫南伊、霍斯特·史坦恩、伊丽莎白·福克斯、弗朗兹·威尔瑟-莫斯特、海因里希·席夫等人。目前布魯諾·懷爾是林茲布魯克納管弦樂團的首席客座指揮。

## 外部連結
- 官方网站
- 林茲布魯克納管弦樂團的Discogs页面（英文）